# پشت قلعه آبدانان
پشت قلعه آبدانان مربوط به دوره ساسانیان - دوران‌های تاریخی پس از اسلام است و در شهرستان آبدانان، روستای پشت قلعه واقع شده و این اثر در تاریخ ۱۷ اسفند ۱۳۸۱ با شمارهٔ ثبت ۷۹۷۴ به‌عنوان یکی از آثار ملی ایران به ثبت رسیده است.
پشت قلعه در فاصله پنج کیلومتری در ناحیه جنوبی شهرستان آبدانان در شمال غربی روستای پشت قلا بر روی تپه‌ای بلند آثار دژ دیده می‌شود که رودخانه دویرج از پای آن می‌گذرد.